# 584. pehotni polk (Wehrmacht)
Za druge 584. polke glejte 584. polk.
584. pehotni polk (izvirno nemško Infanterie-Regiment 584) je bil eden izmed pehotnih polkov v sestavi redne nemške kopenske vojske med drugo svetovno vojno.

## Zgodovina
Polk je bil ustanovljen 15. novembra 1940 kot polk 13. vala na področju Eisfelda iz delov 528., 529. in 642. pehotnega polka; polk je bil dodeljen 319. pehotni diviziji.
14. četa je bila ustanovljena 16. januarja 1942.
15. oktobra 1942 je bil polk preimenovan v 584. grenadirski polk.